# Calvin Kuo
Calvin Jay Kuo ist ein US-amerikanischer Mediziner und Hochschullehrer an der Stanford University (Hämatologie, Onkologie, Stammzellenforschung).
Calvin Kuo studierte Biochemie an der Harvard University mit dem Bachelor-Abschluss 1987 und Medizin an der Stanford University, an der er 1994 in Medizin promovierte (M.D.) und im selben Jahr einen Ph.D. in Tumorbiologie erhielt. Seinen Arzt im Praktikum (Internship) und seine fachärztliche Ausbildung (Residency 1997, Fellowship 2000) absolvierte er am Brigham and Women’s Hospital der Harvard Medical School in Boston. Als Post-Doktorand war er auch am Boston Children’s Hospital. Ab 2001 war er in Stanford Mitglied der Fakultät. Er ist Professor in der Abteilung Hämatologie der Stanford University (Medical School), ab 2015 Maureen Lyles D'Ambrogio Professor für Medizin und Professor für chemische Biologie und Systembiologie. Außerdem ist er seit 2012 Ko-Leiter des Programms Tumorbiologie am Stanford Cancer Center. Ab 2015 war er Vize-Vorsitzender der Medizinforschung (Grundlagenforschung und translationale Forschung) in Stanford.
Er forscht über Darm-Stammzellen, Steuerung der Physiologie der Endothel-Zellen im Darm, Entdeckung von Onkogenen mit Organoid-Kulturen und Verbesserung von Krebstherapien, die bei der Angiogenese ansetzen. 2009 veröffentlichte er mit Akifumi Ootani eine Pionierarbeit über Organoide aus Darmzellen die mit der gleichzeitigen Arbeit von Hans Clevers und  Toshiro Sato als Pionierarbeit in der Organellenforschung gilt. Dabei entdeckte er auch die Bedeutung des Wnt-Signalwegs für Zellwachstum im Darm.
Er ist Fellow der American Association for the Advancement of Science und gewähltes Mitglied der American Society for Clinical Investigation.
Er ist nicht mit dem Professor für humane Biomechanik an der University of British Columbia in Vancouver zu verwechseln.